# Panna (online serie)
Panna is een jongerenserie die via het internet werd uitgezonden, geproduceerd door Sputnik Media voor SBS Belgium en uitgezonden door Play5 en GoPlay. De serie bestaat uit losse video's die elke dag om 16 uur online werden gezet op GoPlay. Aan het eind van de week worden de video's gebundeld in een volledige aflevering en wordt het uitgezonden op Play5.

## Geschiedenis
De serie werd geproduceerd door hetzelfde productiehuis van de online-serie wtFOCK, waar het idee van online first werd gebruikt. De serie werd opgenomen in Antwerpen (voornamelijk Borgerhout) en in Brasschaat.

## Personages
| Personage     | Acteur           | Info |
| ------------- | ---------------- | --- |
| Mary          | Nora Dari        | De romantische dromer die gevangen zit tussen twee culturen.                                                                                                   |
| Zizou (Ida)   | Maïmouna Badjie  | De bikkelharde die zich door niets of niemand de les laat spellen.                                                                                             |
| Afi           | Nadège Tansia    | Is net met haar vader in Antwerpen komen wonen vanuit Diegem. Het onervaren, optimistische hart van de ploeg. Haar moeder is gestorven aan een hersenbloeding. |
| Tina          | Renee Vaerewijck | De grote mond van de ploeg, met een klein hartje. |
| Stalone       | Emanoel Borges   | Een vriend van Zizou, die haar helpt bij het voetballen. |
| Mama van Mary | Maya Albert      | Bezorgde moeder van Mary, die liever heeft dat ze niet voetbalt omdat het een jongenssport zou zijn.                                                           |
| Vader van Afi | Claude Musungayi | Vader van Afi. Is voor zijn werk in Antwerpen komen wonen met Afi. Zijn vrouw is gestorven aan een hersenbloeding.                                             |

## Afleveringen

### Seizoen 1
| Aflevering | Titel                          | Duur       | Uitzenddatum      | Zender |
| ---------- | ------------------------------ | ---------- | ----------------- | ------ |
| 1          | Panna                          | 22 minuten | 3 september 2021  | Play5  |
| 2          | Schoonste pleintje van 't stad | 24 minuten | 10 september 2021 | Play5  |
| 3          | De test                        | 23 minuten | 17 september 2021 | Play5  |
| 4          | Safe Space                     | 23 minuten | 24 september 2021 | Play5  |
| 5          | Grabbelbak                     | 26 minuten | 1 oktober 2021    | Play5  |
| 6          | Taart en Shots                 | 27 minuten | 8 oktober 2021    | Play5  |
| 7          | Matchdag                       | 24 minuten | 15 oktober 2021   | Play5  |
| 8          | Ida                            | 26 minuten | 22 oktober 2021   | Play5  |
| 9          | Alles Kapot                    | 27 minuten | 29 oktober 2021   | Play5  |
| 10         | F.C Boho                       | 30 minuten | 29 oktober 2021   | Play5  |